# Jaguar R2
A Jaguar R2 egy Formula–1-es versenyautó, amelyet a Jaguar csapat tervezett és versenyeztetett a 2001-es Formula–1 világbajnokság során. Pilótái Eddie Irvine és Luciano Burti, majd az utóbbit négy futam után váltó Pedro de la Rosa voltak.

## Áttekintés
A csapat második szezonja a Formula–1-ben az alapok megszilárdításáról szólt, az előző évi rettenetes teljesítmény után. Ennek köszönhetően az R2-es megbízhatóbb és stabilabb volt. Ugyan egész évben mindössze négy alkalommal szereztek pontot, ezek közül az egyik egy monacói dobogó volt Irvine-tól, ami a csapat történetének első dobogós helyezése lett. Kilenc gyűjtött pontjuk a konstruktőri nyolcadik helyre volt elegendő. Ez volt az utolsó autó, amely Texaco üzemanyagot használt.
A festés maradt az előző évivel szinte megegyező, a szponzorként érkező Beck's sörmárka logói kerültek fel oldalra. Ahol az alkoholreklámok tiltva voltak, ott a "Best's" felirat volt olvasható. A 2011. szeptember 11-i terrortámadások áldozatainak emlékére az olasz és az amerikai nagydíjon fekete motorborítással versenyeztek.
Az autó fejlesztését a pályán kívüli események is hátráltatták. Adrian Newey tervező a Jaguarhoz kívánt igazolni, de az utolsó pillanatban mégis meggondolta magát. Ennek elmaradása, valamint annak a híre, hogy Irvine-t el kívánja adni a Jordan csapatának, a csapatfőnök Bobby Rahal felelőssége lett. Őt kirúgták, a helyére pedig Niki Lauda került.

## Eredmények
† - Nem fejezte be a futamot, de rangsorolták, miután teljesítette a versenytáv 90 százalékát.
| Év   | Csapat | Motor         | Gumik | Pilóták          | 1   | 2   | 3   | 4   | 5   | 6   | 7   | 8   | 9   | 10  | 11  | 12  | 13  | 14  | 15  | 16  | 17  | Pontok | Helyezés |
| ---- | ------ | ------------- | ----- | ---------------- | --- | --- | --- | --- | --- | --- | --- | --- | --- | --- | --- | --- | --- | --- | --- | --- | --- | ------ | -------- |
| 2001 | Jaguar | Cosworth CR-3 | M     |                  | AUS | MAL | BRA | SMR | ESP | AUT | MON | CAN | EUR | FRA | GBR | GER | HUN | BEL | ITA | USA | JPN | 9      | 8.       |
| 2001 | Jaguar | Cosworth CR-3 | M     | Eddie Irvine     | 11  | KI  | KI  | KI  | KI  | 7   | 3   | KI  | 7   | KI  | 9   | KI  | KI  | NI  | KI  | 5   | KI  | 9      | 8.       |
| 2001 | Jaguar | Cosworth CR-3 | M     | Luciano Burti    | 8   | 10  | KI  | 11  |     |     |     |     |     |     |     |     |     |     |     |     |     | 9      | 8.       |
| 2001 | Jaguar | Cosworth CR-3 | M     | Pedro de la Rosa |     |     |     |     | KI  | KI  | KI  | 6   | 8   | 14  | 12  | KI  | 11  | KI  | 5   | 12  | KI  | 9      | 8.       |